# Béla Kovács

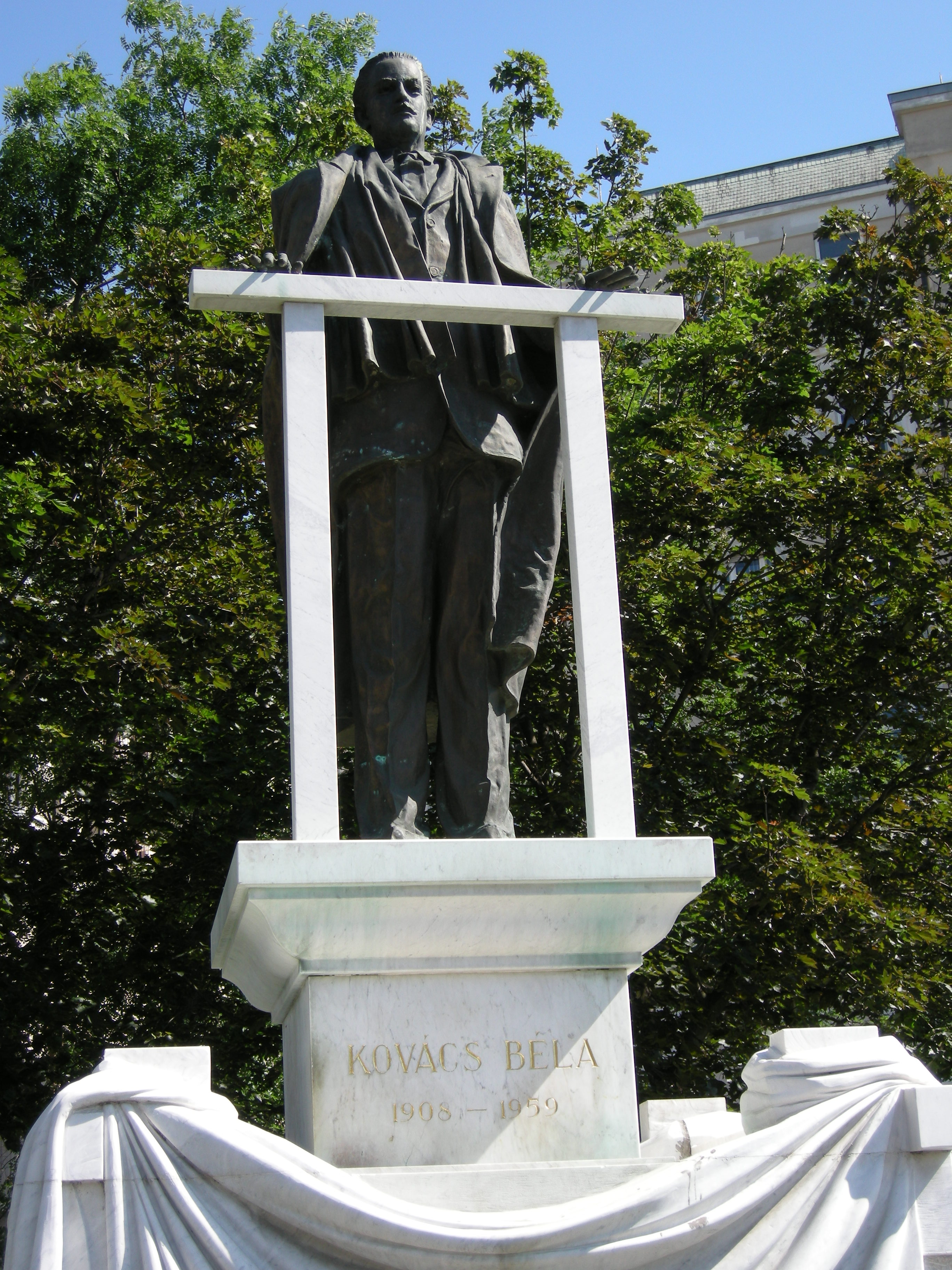
Estátua de Béla Kovács em Budapeste

Béla Kovács (20 de abril de 1908 - 21 de junho de 1959) foi um político húngaro, que serviu como Ministro da Agricultura de 1945 a 1946 e na Revolução Húngara de 1956.

## Biografia
Béla Kovács nasceu na Hungria em 1908. Envolveu-se na política e filiou-se ao Partido dos Pequenos Agricultores (FKGP). Atraiu a maior parte de seu apoio dos camponeses que formavam mais de 50% do país. No entanto, até 1939, o escrutínio tinha sido aberto em círculos eleitorais rurais e, portanto, os grandes proprietários de terras foram capazes de forçar a maioria dos camponeses a votar no partido do governo. Os líderes do Partido dos Pequenos Agricultores eram principalmente membros da classe média e suas visões políticas variavam de liberais a socialistas.
O exército soviético invadiu a Hungria em setembro de 1944. Estabeleceu um governo alternativo em Debrecen em 21 de dezembro de 1944, mas não capturou Budapeste até 18 de janeiro de 1945. Logo depois, Zoltán Tildy (membro da FKGP) tornou-se o primeiro-ministro provisório.
Nas eleições realizadas em novembro de 1945, o Partido dos Pequenos Agricultores obteve 57% dos votos. O Partido dos Trabalhadores Húngaro, agora sob a liderança de Mátyás Rákosi e Ernő Gerő, recebeu o apoio de apenas 17% da população. O comandante soviético na Hungria, marechal Kliment Voroshilov, recusou-se a permitir que os pequenos agricultores formassem um governo. Em vez disso, Voroshilov estabeleceu um governo de coalizão com os comunistas ocupando todos os postos-chave. Kovács tornou-se ministro da Agricultura (1945-46).
O Partido Comunista Húngaro tornou-se o maior partido único nas eleições de 1947 e serviu no governo de coalizão da Frente de Independência do Povo. Os comunistas gradualmente ganharam o controle do governo e em 1948 o Partido dos Pequenos Proprietários deixou de existir como uma organização independente. Em 25 de fevereiro de 1947, as autoridades soviéticas prenderam Kovács sob a acusação de organizar "grupos antissoviéticos clandestinos" e o deportaram para a União Soviética, onde foi condenado a 20 anos de prisão.
Kovács foi libertado da prisão em 1956. A revolta húngara começou em 23 de outubro com uma manifestação pacífica de estudantes em Budapeste. Em 3 de novembro, Nagy anunciou detalhes de seu governo de coalizão (terceiro gabinete de Imre Nagy). Incluía Kovács, György Lukács, Anna Kéthly, Zoltán Tildy, Ferenc Farkas, Géza Losonczy, István B. Szabó [Wikidata], Gyula Kelemen [Wikidata], József Fischer, Pál Maléter, Zoltán Szántó e István Bibó. Em 4 de novembro de 1956, Nikita Khrushchev enviou o Exército Vermelho para a Hungria e o governo de Nagy foi derrubado.
Béla Kovács, que permaneceu como membro do parlamento, morreu em 1959.